# كيث كولين (منافس ألعاب قوى)
كيث كولين (بالإنجليزية: Keith Cullen) هو منافس ألعاب قوى بريطاني، ولد في 13 يونيو 1972.

## وصلات خارجية
- كيث كولين على موقع الاتحاد الدولي لألعاب القوى (الإنجليزية)
- كيث كولين على موقع أوليمبيديا (الإنجليزية)
- كيث كولين على موقع اللجنة الأولمبية البريطانية (الإنجليزية)
- كيث كولين على موقع اتحاد ألعاب الكومنولث (مؤرشف) (الإنجليزية)